# ウィリアム・リゴン (第2代ビーチャム伯爵)
第2代ビーチャム伯爵ウィリアム・ビーチャム・リゴン（William Beauchamp Lygon, 2nd Earl Beauchamp FRS、1782年 – 1823年5月12日）は、イギリスの貴族、政治家。庶民院議員を10年間務めた。1815年から1816年までエルムリー子爵の儀礼称号を使用した。

## 生涯
初代ビーチャム伯爵ウィリアム・リゴンと妻キャサリン（1844年3月2日没、ジェームズ・デンの娘）の長男として、1782年に生まれた。1795年よりウェストミンスター・スクールで教育を受けた後、1801年1月28日にオックスフォード大学クライスト・チャーチに入学、1804年にB.A.、1808年にM.A.の学位を修得した。1803年10月1日にサウス・ウスター・ボランティアーズ（South Worcester Volunteers）の大尉に任命された。
1806年3月、ウスターシャー選挙区の補欠選挙に出馬した。ウスターシャーでは有力な家族がいくつかあり、1803年よりウォード家とリゴン家の人物が議員を務めていた。補欠選挙は父が叙爵されて貴族院に移籍したことが理由であったが、ウィリアム・リトルトン閣下が父の初代リトルトン男爵の許可を得ずに立候補、リチャード・ミデルトン・ビドルフも立候補を表明した（のちに撤退）。リトルトンはフォーリー、ウォード、コックス家からの支持があったが、リゴンはコヴェントリー、ラッシュアウト家からの支持があり、結果は1502票対1145票でリゴンが当選した。リゴンは当選こそしたが、リトルトンの得票数が予想以上に多く、当選直後に次の総選挙に向けての活動を開始した。次の総選挙が同年11月と早く、もう1人の現職議員ジョン・ウォード閣下は議席をコックス家の人物に譲る予定だったものの、コックス家の候補が未成年で立候補できず、結局ウォードが撤退してリゴンとリトルトンが無投票で当選した。以降1807年、1812年の総選挙でも無投票で現職が再選した。
議会でははじめ奴隷貿易廃止に賛成するなど挙国人材内閣を支持したが、1807年にトーリー党内閣である第2次ポートランド公爵内閣が成立した後も内閣を支持した。1810年1月に1809年のワルヘレン遠征の失敗に対する調査に賛成したとき、ジョージ・カニングに対し「あなたがP（首相スペンサー・パーシヴァル）の椅子に座っていたら事をよりよく運べただろう」と述べた。一方で1811年初の摂政法案に賛成するなどそれ以外では内閣を支持した。リヴァプール伯爵内閣期には1812年と1813年にカトリック解放に反対票を投じた。
1810年12月6日、王立協会フェローに選出された。1816年10月21日に父が死去すると、ビーチャム伯爵位を継承した。爵位継承に伴うウスターシャーの補欠選挙では弟ヘンリーが無投票で当選した。
1823年5月12日に生涯未婚のままウスターシャーのマドレスフィールド・コートで死去、弟ジョン・レジナルドが爵位を継承した。